# Šubić I. Gergely
Šubić I. Gergely (horvátul: Grgur I. Šubić) a 12. században élt horvát nemes, 1184-től brebiri zsupán, Brebir első grófja. 
A Šubić nemzetség tagja, Šubić I. Miroszláv brebiri zsupán fia és utóda volt. Apja Dénes bán alattvalója volt, aki a zárai Szent Krševan kolostor és Čudonja Krbožić közti perben végrehajtónak nevezte ki. Miroszláv anélkül, hogy a felmentését kérte volna, fiát, Gergelyt küldte helyettesnek, hogy a tényeket a helyszínen állapítsa meg.
Mivel apja támogatta III. Béla király harcát a Velencei Köztársaság ellen, ezért a Šubićok örökös földbirtokként megkapták Brebir megyét. Ezután a családfő már nem a zsupán (iupanus), hanem gróf (latinul: comes, horvátul: knez) címet viselte. Gergely volt a család első olyan tagja, aki már a grófi címet viselhette, és az első, aki nem a család rangidős tagjaként, hanem a király kegyelméből és vazallusaként irányította a megyét. Az ő idejében indult meg a Sidragai Domald és a Šubićok közötti rivalizálás, amely a 13. század első évtizedeiben is folytatódott.